# Championnat du Luxembourg de football 1989-1990
Navigation
Saison précédente Saison suivante
La saison 1989-1990 du Championnat du Luxembourg de football est la 76e édition du championnat de première division au Luxembourg. Les dix meilleurs clubs du pays se retrouvent au sein d'une poule unique, la Division Nationale, où ils s'affrontent deux fois, à domicile et à l'extérieur. À l'issue de cette première phase, les six premiers jouent la poule pour le titre. En bas de classement, les quatre derniers disputent une poule de promotion-relégation avec les huit meilleurs clubs de Promotion d'Honneur, la deuxième division luxembourgeoise.
Le club de l'Union Luxembourg termine en tête de la poule pour le titre et est sacré champion du Luxembourg pour la 4e fois de son histoire. Il devance de deux points l'Avenir Beggen et de trois points la Jeunesse d'Esch. Le tenant du titre, le CA Spora Luxembourg, ne termine qu'à la 4e place, à neuf points de l'Union.

## Les 10 clubs participants
| - CA Spora Luxembourg - Alliance Dudelange - Promu de Promotion d'Honneur - Swift Hesperange - Fola Esch - Promu de Promotion d'Honneur - CS Grevenmacher | - Union Luxembourg - AS La Jeunesse d'Esch - Avenir Beggen - Red Boys Differdange - Aris Bonnevoie - Promu de Promotion d'Honneur |

## Compétition

### Première phase
Le barème utilisé pour établir le classement est le suivant :
- Victoire : 2 points
- Match nul : 1 point
- Défaite : 0 point

| Rang | Équipe                  | Pts | J  | G  | N | P  | Bp | Bc | Diff |
| ---- | ----------------------- | --- | -- | -- | - | -- | -- | -- | ---- |
| 1    | Avenir Beggen           | 31  | 18 | 14 | 3 | 1  | 57 | 12 | +45  |
| 2    | Union Luxembourg        | 27  | 18 | 12 | 3 | 3  | 38 | 17 | +21  |
| 3    | Fola Esch (P)           | 22  | 18 | 7  | 8 | 3  | 23 | 14 | +9   |
| 4    | CA Spora Luxembourg (T) | 22  | 18 | 9  | 4 | 5  | 28 | 23 | +5   |
| 5    | Jeunesse d'Esch         | 21  | 18 | 6  | 9 | 3  | 23 | 20 | +3   |
| 6    | CS Grevenmacher         | 17  | 18 | 6  | 5 | 7  | 21 | 22 | -1   |
| 7    | Red Boys Differdange    | 16  | 18 | 4  | 8 | 6  | 25 | 18 | +7   |
| 8    | Aris Bonnevoie (P)      | 14  | 18 | 4  | 6 | 8  | 11 | 27 | -16  |
| 9    | Swift Hesperange        | 6   | 18 | 1  | 4 | 13 | 14 | 44 | -30  |
| 10   | Alliance Dudelange (P)  | 4   | 18 | 0  | 4 | 14 | 12 | 55 | -43  |

|  | Qualification pour la poule pour le titre            |
|  | Participation à la poule de promotion-relégation     |
|  | (T) Tenant du titre (P) : Promu de deuxième division |

### Seconde phase

#### Poule pour le titre
Les 6 équipes démarrent la seconde phase avec la moitié des points acquis lors de la première phase.
| Rang | Équipe                  | Pts  | J  | G | N | P | Bp | Bc | Diff |
| ---- | ----------------------- | ---- | -- | - | - | - | -- | -- | ---- |
| 1    | Union Luxembourg        | 29.5 | 10 | 7 | 2 | 1 | 31 | 6  | +25  |
| 2    | Avenir Beggen           | 27.5 | 10 | 5 | 2 | 3 | 28 | 14 | +14  |
| 3    | Jeunesse d'Esch         | 26.5 | 10 | 7 | 2 | 1 | 22 | 9  | +13  |
| 4    | CA Spora Luxembourg (T) | 20   | 10 | 3 | 3 | 4 | 14 | 15 | -1   |
| 5    | Fola Esch (P)           | 16   | 10 | 2 | 1 | 7 | 12 | 30 | -18  |
| 6    | CS Grevenmacher         | 10.5 | 10 | 0 | 2 | 8 | 8  | 41 | -33  |

|  | Qualification pour la Coupe d'Europe des clubs champions 1990-1991                           |
|  | Qualification pour la Coupe des Coupes 1990-1991                                             |
|  | Qualification pour la Coupe UEFA 1990-1991                                                   |
|  | (T) Tenant du titre (C) Vainqueur de la Coupe du Luxembourg (P) : Promu de deuxième division |

#### Phase de promotion-relégation
Les clubs de Promotion d'Honneur sont indiqués en italique. Les 2 premiers de chaque poule participeront au championnat de Division Nationale la saison prochaine.